# Concrete Jungle (Band)
Concrete Jungle ist eine achtköpfige Reggae-Band aus Darmstadt.

## Geschichte
Die Band wurde 1991 gegründet. Der Name der Band heißt übersetzt Betondschungel. Er ist zum einen auf die Herkunft der Band (Rhein-Main Gebiet mit sehr dichter Besiedelung) und zum anderen eine Hommage an das gleichnamige Lied von Bob Marley entstanden.
Neben Club- und Festivalauftritten (Chiemsee Reggae Summer, Bongo Bongo Sunsplash etc.) auf großen und kleinen Bühnen quer durch Deutschland und im europäischen Ausland (Italien, Polen, Österreich), gastierte Concrete Jungle bereits im Vorprogramm von bekannten Reggae-Größen wie zum Beispiel Israel Vibration, Iqulah und Michael Rose.
Weitere Höhepunkte waren mehrere Auftritte auf dem Darmstädter Schlossgrabenfestival, zuletzt 2012, an denen die Band ihre Live-Präsenz auf dem überfüllten Karolinenplatz vor über 10.000 Zuschauern verbreitete.

## Stil
Die Band kreierte ihren eigenen Stil: Urban Roots Reggae. Sie machen eine groovige, anspruchsvolle Musik, die über eingängige Melodielinien und Bläsersätzen nie den Bezug zu den Wurzeln verliert.

## Diskografie

### Alben
- 1995: Born and Bred
- 2001: Fresh Soul Food
- 2005: Roots United

### Singles
- 2003: Jungle Phever - Soul Living